# Wyprawa na białe niedźwiedzie z Ewanem McGregorem
Wyprawa na białe niedźwiedzie z Ewanem McGregorem (tytuł oryg. The Polar Bears of Churchill, with Ewan McGregor) − brytyjski film przyrodniczy z 2001 roku w reżyserii Polly Steele, wyprodukowany przez telewizję PBS. Prezenterem filmu jest szkocki aktor Ewan McGregor.

## Fabuła
McGregor, w towarzystwie małżonki, przybywa do miasteczka Churchill w Kanadzie, gdzie obserwować będzie niedźwiedzie polarne. Niedźwiedzie zbierają się w tej okolicy, gdy zamarza pobliska zatoka, a następnie wędrują po lodzie na dalszy ląd.